# ジョナサン・V・ライト
ジョナサン・V・ライト（Jonathan V. Wright、1945年 - ）とは、アメリカ合衆国の医師である。ワシントン州でタホマ・クリニックを開いている。

## 著書
- ジョナサン・V.ライト 『ジョナサン・ライト博士の新・栄養療法』 丸元康生訳、ライフサイエンス研究所、1996年3月。ISBN 978-4331505205。Dr.Wright's guide to healing with nutrition 1984
- ジョナサン・V.ライト、ジョン・モーゲンソーラー 『45歳以上の女性のための天然ホルモン補充療法』 丸山康生訳 ライフサイエンス研究所、2004年9月。ISBN 978-4341130930。Natural hormone replacement for women over 45 1997